# أل 3 هاريس
شركة أل 3 هاريس تكنولوجيز. هي شركة تكنولوجيا أمريكية، ومقاول دفاعي ، وموفر لخدمات تكنولوجيا المعلومات التي تنتج منتجات لأنظمة القيادة والتحكم ، والمعدات اللاسلكية ، وأجهزة الراديو التكتيكية، وأنظمة الطيران والإلكترونيات، ومعدات الرؤية الليلية، وأنظمة ومنتجات الاستخبارات والمراقبة والاستطلاع ( C3ISR )، وأنظمة المحيطات ، والأجهزة ، ومنتجات الملاحة ، وأجهزة وخدمات التدريب، والهوائيات الأرضية/المحمولة في الفضاء للاستخدام في القطاعات الحكومية والدفاعية والتجارية.
تأسست الشركة من اندماج شركة إل3 تكنولوجيز وشركة هاريس في 29 يونيو 2019،  مما جعلها سادس أكبر شركة مقاولات دفاعية في الولايات المتحدة.